# Alberto Larraguibel
Alberto Larraguibel Morales (30 mai 1919, Angol, Chili - 12 avril 1995, Santiago du Chili, Chili) était un cavalier de saut d'obstacles. Il détient le record du monde de hauteur en saut d'obstacles depuis 1949.

## Biographie

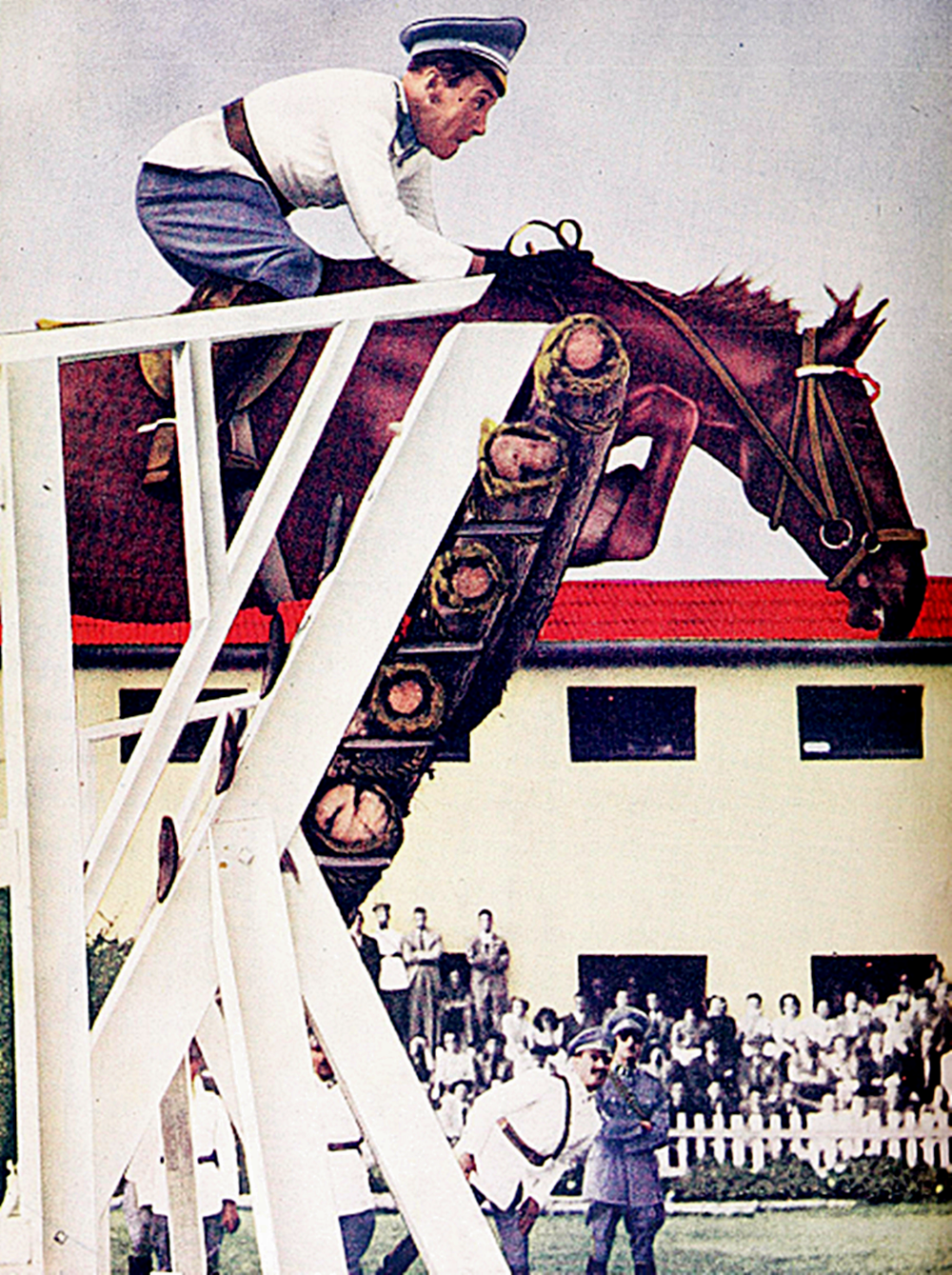
5 février 1949, le record du monde

Alberto Larraguibel (de son vrai nom Larraguibel Morales) était un officier chilien. Le cheval Huaso, qui était un pur sang anglais, s'appelait initialement Faithful, lui fut confié en 1947 afin qu'il le forme à l'obstacle spécifiquement pour la puissance (hauteur). Le 5 février 1949, le couple battit le record du monde lors d'une rencontre internationale à Viña del Mar au Chili en sautant 2,47 m. 
« Au premier essai, j'ai mal calculé la distance et ai permis au cheval de refuser. Si j'avais alors appliqué la cravache, le cheval serait devenu nerveux,  car un animal comprend quand il est invité à exécuter quelque chose au-dessus de ses possibilités. Au deuxième saut, je dois avoir fait une erreur d'un centimètre, parce que Huaso a passé les antérieurs mais touché avec le ventre et les postérieurs et fait tomber l'obstacle... Il ne restait que la troisième et dernière tentative. J'ai recalculé encore, et à l'instant précis nous avons volé... Le moment le plus difficile a été l'apex du saut. Mes yeux étaient environ quatre mètres au-dessus du sol et j'ai eu la sensation de plonger la tête la première. Le plus léger tremblement de ma part aurait été senti par Huaso qui aurait alors laissé ses postérieurs en arrière et nous aurions chuté ensemble ; mais nous sommes passés. Ce moment m'a paru durer une éternité. Je n'ai pas entendu un seul cri et j'ai pensé que quelque chose avait mal tourné, mais je n'ai pas non plus entendu les barres tomber... »
Le comité des records ratifia celui d'Alberto Larraguibel et Huaso le 28 mai 1949 et statua que la hauteur à franchir pour le battre devra être d'au moins 2,49 m. Ce record, qui tient depuis 76 ans (en  2025), est l'un des plus anciens de l'histoire du sport.
Pour raisons médicales, Alberto Larraguibel a arrêté la compétition en 1953, mais il a continué à être très actif dans le monde équestre en tant que sélectionneur et organisateur de concours.
Il est mort le  12 avril 1995 victime d'un cancer des poumons et d'une insuffisance rénale consécutive.